# スポーツ競技大会一覧
スポーツ競技大会一覧（スポーツきょうぎたいかいいちらん）

## 総合競技大会

### 国際大会
- オリンピック - ユースオリンピック - パラリンピック
- スペシャルオリンピックス世界大会
- デフリンピック
- ワールドゲームズ
- ワールドマスターズゲームズ
- ユニバーシアード
- コモンウェルスゲームズ
- アジア競技大会
- アジア冬季競技大会
- アジア室内競技大会
- 東アジア競技大会
- インド洋諸島ゲームズ
- パンアメリカン競技大会
- 中央アメリカ・カリブ海競技大会
- 南アメリカ競技大会
- アフリカ競技大会
- ヨーロッパ競技大会
- 地中海競技大会
- 欧州小国競技大会
- BRICS Games

### 国内大会

#### 日本
- 国民スポーツ大会 - 全国障害者スポーツ大会
- 日本スポーツマスターズ
- 全国専門学校選手権大会
- 全国高等専修学校体育大会
- 全国高等専門学校体育大会
- 全国高等学校総合体育大会（通称・インターハイ）
- 全国高等学校選抜大会
- 全国高等学校定時制通信制体育大会
- 全日本少年少女武道錬成大会
- 全国中学校体育大会
- 熊日学童オリンピック大会

## 競技・種目別の競技大会

### アイスホッケー
- アイスホッケー・ワールドカップ
- アイスホッケー世界選手権
- 女子アイスホッケー世界選手権
- 全日本アイスホッケー選手権大会

### フィールドホッケー
- ホッケー・ワールドカップ
- FIHプロリーグ
- 全日本社会人ホッケー選手権大会
- 全日本男子ホッケー選手権大会
- 全日本女子ホッケー選手権大会
- 全日本学生ホッケー選手権大会
- 全国高等学校総合体育大会ホッケー競技大会
- 全国高等学校選抜ホッケー大会
- 全日本中学生都道府県対抗11人制ホッケー選手権大会

### クロスボウ
- フィールドクロスボウ世界選手権大会
- 全日本ボウガン射撃選手権大会

### アメリカンフットボール
- アメリカンフットボール世界選手権
- スーパーボウル
- カレッジフットボール・プレーオフ
- ライスボウル
- 甲子園ボウル
- クリスマスボウル

### オリエンテーリング
- 世界オリエンテーリング選手権
- 世界スキーオリエンテーリング選手権
- 世界マウンテンバイクオリエンテーリング選手権
- 世界トレイル・オリエンテーリング選手権
- 世界大学オリエンテーリング選手権
- ジュニア世界オリエンテーリング選手権
- オリエンテーリング・ワールドカップ
- ヨーロッパオリエンテーリング選手権

### カヌー
- カヌースプリント世界選手権
- カヌースラローム世界選手権
- 全国高等学校総合体育大会カヌー競技大会

### 空手道
- 世界空手道選手権大会
- 全日本空手道選手権大会
- 全国防具付空手道選手権大会
- 松濤杯争奪世界空手道選手権
- 全国空手道選手権大会
- 桃太郎杯全国高等学校空手道錬成大会
- 和道会全国空手道競技大会
- 剛柔会全国空手道選手権大会
- 琉球少林流全国空手道選手権大会
- 少林寺流全国空手道選手権大会
- 日本空手道糸洲会全国選手権大会
- 熟練者全国空手道選手権大会
- 全国空手道選抜大会
- 全日本大学空手道選手権大会
- 全国高等学校総合体育大会空手道競技大会
- 全国中学校空手道選手権大会
- 全国少年空手道選手権大会
- 全国ジュニア空手道選手権大会
- 小学生中学生全国空手道選手権大会
- 全日本少年少女武道錬成大会 (空手道)
- 全日本フルコンタクト空手道選手権大会

### なぎなた
- 世界なぎなた選手権大会
- 全日本なぎなた選手権大会
- 全日本男子なぎなた選手権大会
- 都道府県対抗なぎなた大会
- エンジョイなぎなた全国大会
- 全日本学生なぎなた選手権大会
- 全国高等学校総合体育大会なぎなた競技大会
- 全国中学生なぎなた大会
- 全日本少年少女武道錬成大会 (なぎなた)

### 弓道
- 全日本学生弓道選手権大会
- 全日本学生弓道遠的選手権大会
- 全国高等学校総合体育大会弓道競技大会
- 全日本少年少女武道錬成大会 (弓道)

### アーチェリー
- 国際
  - 世界インドアアーチェリー選手権大会
  - 世界学生アーチェリー選手権大会
  - 世界ジュニア・アーチェリー選手権大会
- 国内
  - 全日本ターゲットアーチェリー選手権大会
  - 全日本フィールドアーチェリー選手権大会
  - 全日本社会人フィールドアーチェリー選手権大会
  - 全国高等学校総合体育大会アーチェリー競技大会

### フェンシング
- 全日本大学対抗フェンシング選手権大会
- 全国高等学校総合体育大会フェンシング競技大会

### 剣道
- 全日本剣道選手権大会
- 全日本学生剣道選手権大会
- 全日本女子学生剣道選手権大会
- 全日本学生剣道優勝大会
- 全日本女子学生剣道優勝大会
- 全国高等学校総合体育大会剣道競技大会
- 玉竜旗高校剣道大会
- 全日本少年少女武道錬成大会 (剣道)

### ゴルフ
- マスターズ・トーナメント
- 全米オープン
- 全英オープン
- 全米プロゴルフ選手権
- シェブロン選手権
- KPMG女子PGA選手権
- 全米女子オープン
- 全英女子オープン
- 日本プロゴルフ選手権大会
- 日本ゴルフツアー選手権
- 日本オープンゴルフ選手権競技
- ゴルフ日本シリーズ
- 日本女子プロゴルフ選手権大会
- 日本女子オープンゴルフ選手権競技
- JLPGAツアーチャンピオンシップ
- 日本学生ゴルフ選手権競技
- 全国高等学校ゴルフ選手権大会
- 全国中学校ゴルフ選手権大会
- 全国小学校ゴルフ選手権

### サッカー
- 国際(代表)
  - FIFAワールドカップ
  - AFCアジアカップ
  - EAFF E-1サッカー選手権
  - FIFA U-20ワールドカップ
  - FIFA U-17ワールドカップ
  - FIFA女子ワールドカップ
  - FIFA U-20女子ワールドカップ
  - FIFA U-17女子ワールドカップ
- 国際(クラブ)
  - FIFAクラブワールドカップ
  - FIFAインターコンチネンタルカップ
  - UEFAチャンピオンズリーグ
  - AFCチャンピオンズリーグ
  - コパ・リベルタドーレス
  - CONCACAFチャンピオンズリーグ
  - CAFチャンピオンズリーグ
  - OFCチャンピオンズリーグ
- 国内
  - 1種
    - 天皇杯 JFA 全日本サッカー選手権大会
    - 全国地域サッカーチャンピオンズリーグ
    - 全国社会人サッカー選手権大会
    - 全国クラブチームサッカー選手権大会
    - 全日本大学サッカー選手権大会
    - 総理大臣杯全日本大学サッカートーナメント

  - 2種
    - 高円宮杯 JFA U-18サッカーリーグ
    - 全国高等学校サッカー選手権大会
    - 全国高等学校総合体育大会サッカー競技大会
    - 全国専門学校サッカー選手権大会

  - 3種以下
    - 高円宮杯 JFA 全日本U-15サッカー選手権大会
    - 全国中学校サッカー大会
    - JFA 全日本U-12サッカー選手権大会
    - 皇后杯 JFA 全日本女子サッカー選手権大会
    - 全日本高等学校女子サッカー選手権大会

### 自転車競技
- 世界選手権自転車競技大会
- アジア自転車競技選手権大会
- 全日本自転車競技選手権大会
- 全日本プロ選手権自転車競技大会
- 全日本大学対抗選手権自転車競技大会
- 全国高等学校総合体育大会自転車競技大会

### 柔道
- 世界柔道選手権大会
- アジア柔道選手権大会
- 嘉納治五郎杯東京国際柔道大会
- 全日本柔道選手権大会
- 皇后盃全日本女子柔道選手権大会
- 全日本選抜柔道体重別選手権大会
- 講道館杯全日本柔道体重別選手権大会
- 全日本実業柔道個人選手権大会
- 全日本実業柔道団体対抗大会
- 全日本学生柔道優勝大会
- 全日本学生柔道体重別選手権大会
- 全日本学生柔道体重別団体優勝大会
- 全国高等学校総合体育大会柔道競技大会
- 金鷲旗高校柔道大会
- 全日本少年少女武道錬成大会 (柔道)

### 相撲
- 世界相撲選手権大会
- 全日本相撲選手権大会（アマチュア横綱）
- 全国学生相撲選手権大会（学生横綱）
- 全国高等学校総合体育大会相撲競技大会（高校横綱）

### 水泳
- 世界水泳選手権
- ヨーロッパ水泳選手権
- パンパシフィック水泳選手権
- 日本選手権水泳競技大会
- とびうお杯全国少年少女水泳競技大会
- 全国高等学校総合体育大会水泳競技大会

### 合気道
- 国際合気道大会
- 全日本合気道演武大会
- 全日本学生合気道演武大会
- 全国高等学校合気道演武大会
- 全日本少年少女武道錬成大会 (合気道)

### テニス
- 全豪オープン
- 全仏オープン
- ウィンブルドン選手権
- 全米オープン
- ジャパン・オープン・テニス選手権
- 東レ パン・パシフィック・オープン・テニストーナメント
- ジャパン女子オープンテニス
- 全日本テニス選手権
- 全国専門学校テニス選手権大会
- 全国高等学校総合体育大会テニス競技大会

### ソフトテニス
- 世界ソフトテニス選手権
- アジアソフトテニス選手権大会
- 全日本ソフトテニス選手権大会
- 全日本インドアソフトテニス選手権大会
- 全日本シングルスソフトテニス選手権大会
- 全日本社会人ソフトテニス選手権大会
- 全日本実業団ソフトテニス選手権大会
- 日本リーグ
- 全日本クラブソフトテニス選手権大会
- 全日本シニアソフトテニス選手権大会
- 全日本レディースソフトテニス大会
- JOC杯・全日本ジュニアソフトテニス選手権大会
- 全日本学生ソフトテニス対抗選手権大会
- 全国高等学校総合体育大会ソフトテニス競技大会
- 全日本高等学校選抜ソフトテニス大会
- ハイスクールジャパンカップソフトテニス
- 全日本中学校ソフトテニス大会
- 都道府県対抗全日本中学生ソフトテニス大会
- 全日本小学生ソフトテニス選手権大会
- 全国小学生ソフトテニス大会

### バドミントン
- 世界バドミントン選手権大会
- 全日本総合バドミントン選手権大会
- 全国高等学校総合体育大会バドミントン競技大会
- 全国小学生バドミントン選手権大会
- 全国小学生ABCバドミントン大会
- 若葉カップ全国小学生バドミントン大会

### スカッシュ
- 全日本アンダー23スカッシュ選手権大会
- ジャパンジュニアオープンスカッシュ選手権大会

### 卓球
- 世界卓球大会
- 全国専門学校卓球選手権大会
- 全国高等学校総合体育大会卓球競技大会

### バスケットボール
- FIBAバスケットボール・ワールドカップ
- FIBA女子バスケットボール・ワールドカップ
- 天皇杯・皇后杯全日本バスケットボール選手権大会
- 全日本大学バスケットボール選手権大会
- 全国専門学校バスケットボール選手権大会
- 全国高等学校バスケットボール選手権大会
- 全国高等学校総合体育大会バスケットボール競技大会
- 都道府県対抗ジュニアバスケットボール大会
- 全国ミニバスケットボール大会
- NBAファイナル
- NCAA男子バスケットボールトーナメント
- NCAA女子バスケットボールトーナメント
- ユーロリーグ

### バレーボール
- バレーボールワールドカップ
- バレーボール世界選手権
- FIVBバレーボール・ネーションズリーグ
- 黒鷲旗全日本男女選抜バレーボール大会
- 天皇杯・皇后杯全日本バレーボール選手権大会
- 全日本バレーボール大学男女選手権大会
- 全国専門学校バレーボール選手権大会
- 全日本バレーボール高等学校選手権大会
- 全国高等学校総合体育大会バレーボール競技大会
- 全国私立高等学校男女バレーボール選手権大会
- 全国都道府県対抗中学バレーボール大会
- 全日本バレーボール小学生大会

### ビーチバレーボール
- ビーチバレージャパン
- 全日本ビーチバレーボール女子選手権大会
- 全日本ビーチバレーボールジュニア男子選手権大会
- ビーチバレーボールジャパン女子ジュニア選手権大会
- HIMEカップ

### ハンドボール
- 世界男子ハンドボール選手権
- 世界女子ハンドボール選手権
- 全国高等専門学校ハンドボール選手権大会
- 全国高等学校総合体育大会ハンドボール競技大会

### ビーチハンドボール
- 世界ビーチハンドボール選手権

### ボート
- 世界ボート選手権
- 全国高等学校総合体育大会ボート競技大会

### ボクシング
- AIBA世界ボクシング選手権
- AIBA世界女子ボクシング選手権
- アジアアマチュアボクシング選手権
- 全日本ボクシング選手権大会
- 全日本社会人ボクシング選手権大会
- 全日本女子ボクシング選手権大会
- 全日本大学ボクシング王座決定戦
- 全国高等学校総合体育大会ボクシング競技大会
- 全国高等学校ボクシング選抜大会

### 野球
- 国際
  - ワールド・ベースボール・クラシック
  - IBAFワールドカップ
  - IBAF女子ワールドカップ
- 国内社会人・一般
  - 社会人野球日本選手権大会
  - 都市対抗野球大会
  - 全日本軟式野球大会
  - 全日本女子硬式野球選手権大会
  - 全日本女子軟式野球選手権大会
  - 女子軟式野球ジャパンカップ
  - 全国専門学校軟式野球選手権大会
  - 全日本専門学校野球選手権大会
  - 全国500歳野球大会
- 国内大学
  - 全日本大学野球選手権大会
  - 明治神宮野球大会
  - 全日本大学準硬式野球選手権大会
  - 全日本大学選抜準硬式野球大会
  - 全日本大学9ブロック対抗準硬式野球大会
  - 全日本大学軟式野球選手権大会
  - 東日本大学軟式野球選手権大会
  - 西日本大学軟式野球選手権大会
  - 全日本学生軟式野球選手権大会
  - 東日本学生軟式野球選手権大会
  - 西日本学生軟式野球選手権大会
  - 全日本大学女子野球選手権大会
- 国内専修学校
  - 全国専門学校硬式野球交流大会
  - 全国専門学校軟式野球選手権大会
- 国内高等学校
  - 選抜高等学校野球大会
  - 全国高等学校野球選手権大会
  - 全国高等学校軟式野球選手権大会
  - 全国高等学校女子野球選手権大会
  - 全国高等学校女子軟式野球選手権大会
- 国内中学校
  - 全国中学校軟式野球大会
  - 全日本少年軟式野球大会
  - 全日本中学野球選手権大会 ジャイアンツカップ
- 国内中学校・小学校
  - 高円宮賜杯全日本学童軟式野球大会
- 国内小学校
  - 全国スポーツ少年団軟式野球交流大会

### ソフトボール
- WBSC男子ソフトボールワールドカップ
- WBSC女子ソフトボールワールドカップ
- 全国高等学校総合体育大会ソフトボール競技大会

### クリケット
- ICCクリケット・ワールドカップ
- ICC T20ワールドカップ
- ICC U19クリケット・ワールドカップ
- 日本ワンデイクリケット選手権
- 日本学生クリケット選手権

### ヨット
- アメリカスカップ
- 全国高等学校総合体育大会ヨット競技大会
- 全国高等学校選抜ヨット選手権大会
- ジ・オーシャンレース
- ヴァンデグローブ
- SailGP

### ラグビー
- 国際
  - ラグビーワールドカップ
  - 女子ラグビーワールドカップ
  - ラグビーワールドカップセブンズ
    - HSBCセブンズワールドシリーズ
- 国内
  - 日本ラグビーフットボール選手権大会
  - 全国大学ラグビーフットボール選手権大会
  - 全国地区対抗大学ラグビーフットボール大会
  - 全国高等専門学校ラグビーフットボール大会
  - 全国高等学校ラグビーフットボール大会
  - 全国高等学校選抜ラグビーフットボール大会
  - 全国ジュニアラグビーフットボール大会

### 陸上競技
- 世界陸上競技選手権大会
- 世界室内陸上競技選手権大会
- 世界ジュニア陸上競技選手権大会
- 世界ユース陸上競技選手権大会
- 世界ハーフマラソン選手権大会
- 世界クロスカントリー選手権大会
- 日本陸上競技選手権大会
- 全日本大学駅伝対校選手権大会
- 出雲全日本大学選抜駅伝競走
- 全日本大学女子選抜駅伝競走大会
- 全日本大学女子駅伝対校選手権大会
- 東京箱根間往復大学駅伝競走
- 専門学校対抗陸上競技大会
- 全国高等学校総合体育大会陸上競技大会
- 全国高等学校駅伝競走大会
- 全日本中学校陸上競技選手権大会

### レスリング
- レスリング世界選手権
- 全日本レスリング選手権大会
- 全国高等学校総合体育大会レスリング競技大会

### ウエイトリフティング
- 全国高等学校総合体育大会ウエイトリフティング競技大会
- 全国高等学校ウエイトリフティング競技選抜大会

### パワーリフティング
- 全日本ベンチプレス選手権大会
- 全国消防士・警察官・自衛官オープンベンチプレス大会
- 全日本教職員パワーリフティング選手権大会
- 全日本実業団パワーリフティング選手権大会
- 全日本学生パワーリフティング選手権大会
- 全国高等学校パワーリフティング選手権大会
- 全日本選抜パワーリフティング選手権大会

### 登山
- 全国高等学校総合体育大会登山競技大会

### ラクロス
- 世界ラクロス選手権
- 女子ラクロス・ワールドカップ
- アジアパシフィックラクロストーナメント
- ラクロス全日本選手権大会

### 水球
- FINA水球ワールドリーグ
- 世界水泳選手権
- 日本選手権
- 全国女子水球競技大会

### ビリヤード
- 国際
  - 世界ナインボール選手権
  - スリークッション世界選手権
  - スリークッションワールドカップ
- 国内
  - 全日本オープンスリークッション選手権大会
  - 全日本アーティスティック選手権大会

### ボウリング
- 全日本ボウリング選手権大会
- 全日本大学ボウリング選手権大会
- 全国高等学校対抗ボウリング選手権大会
- 全日本高校ボウリング選手権大会
- 全日本中学ボウリング選手権大会
- ボウリング革命 P★League

### ドッジボール
- 全日本ドッジボール選手権大会
- 全国小学生ドッジボール選手権

### 馬術
- FEI世界馬術選手権大会
- 全日本障害馬術大会
- 全日本馬場馬術大会
- 全日本総合馬術大会
- 全日本エンデュランス馬術大会
- 全日本ジュニア障害馬術大会
- 全日本ジュニア馬場馬術大会
- 全日本ヤング総合馬術大会
- 全日本ジュニア総合馬術大会
- FISU世界学生馬術選手権大会
- 全日本学生馬術大会
- 全日本学生馬術選手権大会
- 全国高等学校馬術競技大会
- JRAホースショー
- JRAジャパンブリーディングホースショー
- 引退競走馬杯(RRC)

### 少林寺拳法
- 少林寺拳法国際大会
- 全国高等学校総合体育大会少林寺拳法競技大会
- 全国高等学校少林寺拳法選抜大会
- 全日本少年少女武道錬成大会 (少林寺拳法)

### 日本拳法
- 全・日本拳法総合選手権大会
- 全国都道府県対抗日本拳法大会
- 日本拳法全国大学選抜選手権大会
- 全国高等学校日本拳法選手権大会
- 全国高等学校日本拳法選抜大会

### 銃剣道
- 全日本銃剣道優勝大会
- 全日本銃剣道選手権大会
- 全日本高段者銃剣道大会
- 全日本青年銃剣道大会
- 全国高校生銃剣道大会
- 全日本少年少女武道錬成大会 (銃剣道)

### 短剣道
- 全日本短剣道大会

### 躰道
- 世界躰道選手権大会
- 全日本躰道選手権大会
- 全国社会人躰道優勝大会
- 全国学生躰道優勝大会
- 全国高校生躰道優勝大会
- 全国少年少女躰道優勝大会

### テコンドー
- 国際
  - テコンドーワールドカップ
  - 世界テコンドー選手権大会
  - 世界プムセテコンドー選手権大会
  - 世界ジュニアテコンドー選手権大会
- 国内 
  - 全日本テコンドー選手権大会
  - 全日本新人テコンドー選手権大会
  - 全日本フルコンタクトテコンドー選手権大会
  - 全日本ジュニアテコンドー選手権大会
  - 全日本学生テコンドー選手権大会
  - 学生テコンドー選手権大会

### 体操
- 世界体操競技選手権
- 全日本体操競技選手権大会
- 体操JAPAN CUP
- NHK杯体操選手権
- 豊田国際体操競技大会
- 国際ジュニア体操競技大会
- 全日本ジュニア体操競技選手権大会
- 全日本社会人体操選手権大会
- 全国高等学校総合体育大会体操競技・新体操大会
- 全国体操小学生大会
- 世界新体操選手権大会
- 全国高等学校新体操選抜大会
- 世界体操祭
- 全日本スポーツアクロ体操選手権大会
- 全日本タンブリング競技選手権大会
- 全国高等学校トランポリン競技選手権大会

### バトントワリング
- 世界バトントワリング選手権大会
- 全日本バトントワリング選手権大会

### エアロビクス
- 全日本学生エアロビック選手権大会

### ダンススポーツ
- 国内
  - 日本インターナショナルダンス選手権大会
  - 三笠宮杯全日本ダンススポーツ選手権大会
  - 東京インターナショナルオープン選手権大会
  - プロフェッショナル統一全日本ダンス選手権大会
  - 内閣総理大臣賞争奪都道府県対抗全国ダンススポーツ大会
- 国内大学
  - 全日本選抜学生競技ダンス選手権大会

### チアリーディング
- チアリーディング世界選手権大会
- チアリーディング日本選手権大会
- 全日本学生チアリーディング選手権大会
- 全日本クラブチームチアリーディング選手権大会
- 全日本高等学校チアリーディング選手権大会
- 子どもチアリーディング大会

### チアダンス
- 全日本チアダンス選手権大会
- 全日本学生チアダンス選手権大会

### ストリートダンス
- 国際
  - Battle of the Year
  - UK B-Boy Championships
  - Red Bull BC One
  - Dance Dynamite World Grand Prix
- 国内
  - JAPAN DANCE DELIGHT
  - DANCE@LIVE
  - 日本高校ダンス部選手権

### 熱気球
- 熱気球世界選手権
- 熱気球日本選手権